# Plumegesta
Plumegesta là một chi bướm đêm thuộc họ Crambidae.